# Джемини-5
«Джемини-5» — американский пилотируемый космический корабль. Третий пилотируемый полет по программе «Джемини».

## Экипажи

### Основной экипаж
- Гордон Купер (англ. Leroy Gordon Cooper ) — командир (2)
- Чарльз Конрад (англ. Charles Conrad) — пилот (1)

Купер — первый человек, совершивший орбитальный полёт дважды.

### Дублирующий экипаж
- Нил Армстронг (англ. Neil Armstrong) — командир
- Эллиотт Си (англ. Elliott See) — пилот

## Задачи полёта
Основные задачи — проверка возможности корабля совершать многодневные полёты, а также исследование долговременного влияния невесомости на организм человека. Другие задачи — сближение с космическим кораблём-мишенью, 17 различных экспериментов.

## Полёт
Запуск — 21 августа 1965 года, в 8:59:59.
Длительность полёта — 7 дней 23 ч, — первый рекорд длительности полёта, установленный астронавтами США. Из-за падения давления в топливном элементе не удалось провести сближение с мишенью. Полет был осложнён различными неполадками, в том числе двигателей манёвра и ориентации. Тем не менее, экипаж выполнил 16 из 17 запланированных экспериментов.
Посадка — 29 августа 1965 года. Из-за неверной информации, введённой в компьютер, корабль приводнился на расстоянии 120 км от расчётной точки. Экипаж подобран американским авианосцем USS Lake Champlain через 89 минут после приводнения.

## Параметры полёта
- Масса корабля: 3,605 кг
- Средняя высота орбиты: 349,8 км
- Наклонение: 32,61°
- Кол-во витков: 120